# Omar Nino Romero
Omar Nino Romero (* 12. Mai 1976 in Guadalajara, Jalisco, Mexiko) ist ein ehemaliger mexikanischer Boxer im Halbfliegengewicht. 

## Profikarriere
Am 10. August 2006 boxte er gegen Brian Viloria um den Weltmeistertitel des Verbandes WBC und siegte nach Punkten. Diesen Gürtel hielt er bis zum 2. Februar 2007.
Am 19. Juni 2010 errang er diesen Titel erneut, als er Rodel Mayol einstimmig nach Punkten besiegte. Den Gürtel verlor er diesmal bereits in seiner zweiten Titelverteidigung im November desselben Jahres an Gilberto Keb Baas durch Mehrheitsentscheidung.